# 朱成鍰
昌化荣僖王朱成鍰（1448年—1513年2月14日），昌化温宪王朱仕嫡长子，母亲是王妃刘氏，一作第二子。

## 生平
成化二十年（1484年）二月，朱仕墰去世。三年後（1487年），明宪宗命恭順侯吳鑑、鎮遠侯顧溥、武安侯鄭英、保定侯梁任、永康侯徐錡、廣平侯袁輅、遂安伯陳韶、懷柔伯施鑑充正使，中書舍人錢鏞、吏部署郎中吳裕、戶部郎中許揖、刑部署郎中王溥、禮部郎中李魁、兵部郎中劉傅、刑部署郎中王懋、工部郎中顧餘慶充副使，持節冊封朱成鍰袭封昌化王，夫人暢氏進封王妃。
正德八年（1513年）正月薨。十三年（1518年）六月，嫡长子朱聪浕袭封。

## 评价
- 《弇山堂别集》卷074：寵祿光大，小心畏忌。

## 家庭

### 妻妾
- 王妃暢氏

### 子孙
- 昌化端襄王朱聪浕
- 鎮國將軍朱聪泌，弘治四年（1491年）三月按制度赐誥命冠服
- 曲江縣主，儀賓祁銘，弘治四年（1491年）三月按制度赐誥命冠服[5]
- 縣主，儀賓魏澄[6]